# Malaxis termensis
Malaxis termensis är en orkidéart som först beskrevs av Friedrich Fritz Wilhelm Ludwig Kraenzlin, och fick sitt nu gällande namn av Charles Schweinfurth. Malaxis termensis ingår i släktet knottblomstersläktet, och familjen orkidéer.
Artens utbredningsområde är Peru.

## Underarter
Arten delas in i följande underarter:
- M. t. elata
- M. t. termensis